# Malva trimestris
Malva trimestris là một loài thực vật có hoa trong họ Cẩm quỳ. Loài này được (L.) Salisb. mô tả khoa học đầu tiên năm 1796.